# Дранда (станция)
Дра́нда (абх. Дранда)— железнодорожная станция Абхазской железной дороги на неэлектрифицированном участке Сухум — Очамчыра. Названа по селу Дранда, в котором и расположена.

## Инфраструктура
По состоянию на 2022 год пассажирское движение поездов на станции отсутствует, электрификация после грузино-абхазской войны не восстановлена, здание вокзала полностью заброшено.
В довоенное время на станции эксплуатировалось по шесть-восемь путей, однако после в эксплуатации был всего один. В ноябре 2022 года руководством Абхазской железной дороги на станции отремонтированы стыковые соединения и стрелочные переводы, заменены деревянные шпалы на железобетонные, восстановлены дополнительные пути для увеличения пропускной способности возрастающих грузовых перевозок.